# ラ・サプリメント・ビバ
ラ・サプリメント・ビバ（1976年11月23日 - ）は、事務所に所属せずフリーで活動している日本のお笑いタレント。かつては同名のユニットだったが、現在は個人の名義となっている。主にライブを活動の重点として置き、2012年の大晦日に一旦活動を休止するも翌年11月の単独ライブを機に活動再開。
芸名は友人と音楽ユニットを組んでいた際、イベント出演を機に芸名を付けようという運びになってちょうどサプリメントウォーターを飲んでいたことから名付けられたのが由来。当初は「ザ・サプリメント」という名前でザをラに変えてみるも「これじゃ尻すぼみ」と思い、語尾を力強くするため「ビバ」を後ろに付け足したものという。

## 芸風
サンプラーなどのデジタル機材を駆使して、料理番組やドラマといったテレビ番組の音声など音の素材を編集し繋ぎ合わせ、その音に合わせてあてぶりしながらパントマイムを行う「あてぶりコント」を得意とする。本人曰くサイバーパンクテクノコントで、「サンプリング魔術師」とも評される。ネタ作りの際はパソコンと向き合う形で、わずか2.3秒の編集に8時間ほど要することもある。音声を使用する際の許諾が降りず、『有田ジェネレーション』に出るまではネタ番組への出演が叶わなかった。普通に生声を使ったコントも披露している。
YouTubeにはネタ動画がほとんどアップされておらず、その理由は本人曰く「映像だとただテレビを見ているのと同じ感じというか、あてぶりの面白さが全然伝わってないって気づいたんです。これを見て“面白くないな”って思われたらしゃくなんで、アップするのはやめました」。
毎年大晦日には煩悩と同じ数、つまり108個ものネタを披露する単独ライブを開催している。
夜ふかしの会の単独ライブに客演・録音として参加したことがある。

## 出演
- TOKUDANE（フジテレビ）街頭インタビューにてテレビ初出演[15]
- 有田ジェネレーション（TBS）初のネタ番組出演、当番組の音声を編集した『架空 有田ジェネレーション』を披露[8]